# Карагаш (Слободзейский район)
Карагаш (рум. Caragaș) — село в Слободзейском районе непризнанной Приднестровской Молдавской Республики. Расположено на живописном левобережье Днестра между селом Суклея и районным центром — городом Слободзея. Входит в Тираспольско-Бендерскую агломерацию.
В апреле 2019 года в селе Карагаш создана  компания ООО «Ремстрой идиллия», суть которой — оказание бытовых услуг населению.

## Название
От тюркского Кара агаш «Черное дерево» или турецкого «Черная гора», точный перевод не известен.

## Население
По данным 2015 года, в селе Карагаш проживало 4811 человек.
В "Записках о пособиях к изучению южнорусской земли" В.И. Григоровича сообщалось, что в 1787 г. в с. Карагаш проживало 60 семей, из которых 15 молдован и 45 семей казаков Черноморского казачьего войска. После "Указа императрицы Екатерины II Великой о переселении Черноморских казаков на Кубань" многие казаки с семьями в 1792 г. навсегда покинули свои дома и отправились на защиту южных границ.
Основным населением являются молдаване, смешавшиеся с потомками казаков. В.Я. Гросул написал: 
И мой отец, и мой дед, и мой прадед — участник русско-турецкой войны 1877-78 гг. уроженцы села Карагаш, всегда считали себя молдаванами, а свой язык молдавским. Более того, изучая материалы по истории села, я нашел сведения о его национальном составе, относящиеся еще к 1793 году. Эти материалы говорят, что тогда в Карагаше проживало 62 молдавских семьи и больше никакие другие национальности не указаны. В середине же XIX в. в Карагаше отмечается 830 жителей и все названы молдаванами

## История
Село Карагаш основано примерно в первой половины XVIII века. Оно указано на карте географа Бауэра в 1768 году. Известно было, как станица казаков некрасовцев - Карагач на живописном берегу реки Днестр.
Во время очередной русско-турецкой войны (1787-1791 гг), границы Российской Империи расшираются от р. Юж. Буг до р. Днестр. Для охраны новой приграничной территории вдоль р. Днестр в населенных пунктах Карагаш, Слободзея, Чобручи, Глиное, Коротное, Незавертайловка - несут службу казаки Черноморского казачьего войска, «Сечь» и «Кош» которого находились в Слободзее. В 1792 г. после переселения Черноморского казачьего войска на Кубань станица Карагаш приходит в запустение, меняется её национальный состав. 
Село Карагаш вновь было воссоздано в 1798 году. Здесь поселились молдаване, а также частично гагаузы и болгары — беженцы с Правобережья Днестра, из Буджака, находившегося под властью Османской империи. Сюда заселились 175 переселенцев. В 1859 году в Карагаше было уже 184 двора с 867 жителями, действовали церковь и почтовое отделение. В  1861 году здесь начинает работать школа.
К концу XIX века численность населения Карагаша составляла 2132 человека. В 1912 году открылась новая школа. В её помещении был организован музей, в котором изначально выставлялось 198 экспонатов. В селе работали публичная библиотека (с 1913 года) с фондом 318 книг и школьная библиотека с книжным фондом 506 экземпляров.
В 1928—1930 годах была построена первая в Молдавии ирригационная система, которая действует до сих пор. В 1929 году в селе был организован колхоз «Красный пограничник». В 1934 году были созданы ещё 2 артели —  «имени Л.А. Кагановича» и «VII съезд Советов». В 1950 году 3 артели объединили в колхоз «имени Г.М. Маленкова», а в 1957 году его  переименовали в колхоз «40 лет Октября».
В 1954 году в селе был организован танцевальный коллектив (им до 1957 года руководил В.К. Курбет, который затем стал руководителем основного танцевального коллектива МССР — ансамбля «Жок»). В 1972 году в Карагаше открыли Дом культуры на 650 мест.
В 1964 году колхоз реорганизовали в укрупнённый совхоз «Днестр». По состоянию на 2015 год, в селе Карагаш проживало 4 участника Великой Отечественной войны и 14 тружеников тыла, 11 вдов участников Великой Отечественной войны.
В 80-е гг. возле р. Днестр разведано Карагашское месторождение стекольных песков, пригодных для производства стекла тёмной окраски. При обогащении они могут быть использованы для изготовления стекла и стекольной тары светлых тонов.
ЗНАМЕНИТЫЕ уроженцы с. Карагаш:
Гросул Яким Сергеевич
(1912-1976 гг.)
Советский историк, ученный.
Основатель и первый Президент Академии наук Молдавской ССР.
Доктор исторических наук. Профессор, член-корреспондент АН СССР. Член ЦК Коммунистической партии МССР. Депутат Верховного Совета МССР и Верховного Совета СССР 5-го, 6-го и 9-го созывов. 
Президент общества «Знание» МССР.
Награждён двумя орденами Ленина, двумя орденами Трудового Красного Знамени и орденом Дружбы народов. Лауреат Государственной премии МССР.
Кожухарь Фекла Илларионовна (1916-1984 гг.)
Филолог, ученый.
Первая женщина в Молдавской ССР, защитивщая кандидатскую диссертацию на степень филологических наук на тему: «Карагашский говор молдавского языка», 1947 г. 
Всего было написано около сорока научных работ.
В 1951 году Ф.И. Кожухарь избрана депутатом Верховного Совета Молдавской ССР второго созыва, затем еще три созыва подряд была членом Президиума Верховного Совета Молдавии, заместителем председателя Верховного Совета МССР. Получила звание заслуженного работника высшей школы МССР.
Награждена орденами Ленина и Трудового Красного Знамени.
Чичик Антон Григорьевич   (1923-1944 гг.)
Разведчик 344-й отдельной разведывательной роты 270-й стрелковой дивизии 43-й армии 1-го Прибалтиского фронта. Воинское звание - сержант.
Отличился в боях за освобождение Белоруссии и Прибалтики. 
Награды:
Орден "Красной Звезды"
Полный кавалер Ордена "Славы" (все три степени).
Погиб прикрывая отход разведгруппы.
Перезахоронен в братской могиле на воинском кладбище города Приекуле Лиепайского района Латвии.
Именем А.Г. Чичика названа одна из улиц с. Карагаш.

## Инфраструктура
В настоящее время основным землепользователем земель бывшего совхоза «Днестр» является ведущая приднестровская агрофирма «Рустас» с центральным офисом в Карагаше.
В приднестровский период инфраструктура села улучшилась. В  Карагаше введена в действие собственная цифровая телефонная станция и отделение связи. Банковские услуги осуществляют филиалы приднестровского «Эксимбанка» и «Сбербанка».
Действует в с.Карагаш центральный водопровод, подающий воду из семи артезианских скважин с усовершенствованными водонапорными башнями (главная скважина --- «Застава»). В селе так же действует централизованный канализационный коллектор с коллекторно-насосной станцией (КНС). 96% домов в Карагаше  газифицированы через распределительные газопроводы. Работает несколько парикмахерских, сеть магазинов и баров, детский сад "Романица". Оркестр молдавской музыки "Тараф".
В селе регулярно проходят мероприятия по благоустройству, озеленению и санитарной очистке. Асфальтом покрыто около 8 км улиц Карагаша и ещё 24 км имеют покрытие щебнем или гравием. Без покрытия --- лишь 4 км улиц. Всего в селе 15 улиц; наиболее длинные из них: ул. Днестровская (3,8 км), ул. Фрунзе (3,5 км), ул. Сергея Лазо (3,2 км), ул. Ленина (3,1 км), ул. Котовского (2,9 км), ул. Пушкина (2,9 км) Они проходят вдоль трассы Тирасполь --- Суклея --- Карагаш --- Слободзея --- Чобручи --- Красное --- Днестровск